# Genowefa Sobczyk
Genowefa Sobczyk (ur. 1947) – polska ekonomistka, dr hab., profesor zwyczajny i kierownik Katedry Marketingu Wydziału Ekonomicznego Uniwersytetu Marii Curie-Skłodowskiej w Lublinie.

## Życiorys
Uzyskała stopień doktora habilitowanego, a 22 października 2007 nadano jej tytuł profesora w zakresie nauk ekonomicznych. Objęła funkcję profesora w Wyższej Szkole Ekonomii i Innowacji w Lublinie, oraz Instytutu Zarządzania i Marketingu Wydziału Ekonomicznego Uniwersytetu Marii Curie-Skłodowskiej w Lublinie.
Piastuje stanowisko profesora zwyczajnego i kierownika Katedry Marketingu na Wydziale Ekonomicznym Uniwersytetu Marii Curie-Skłodowskiej w Lublinie.

## Publikacje
- 2005: Rola marketingu bezpośredniego w indywidualizacji zaspokajania potrzeb klientów[1]
- 2006: Konkurencja a konkurencyjność i przewaga konkurencyjna przedsiębiorstwa[1]
- 2009: Skuteczność decyzji cenowych w przedsiębiorstwie usługowym[1]